# فريتز هولاند
فريتز هولاند (بالنرويجية: Fritz Holland)‏ (و. 1874 – 1959 م) هو مهندس معماري نرويجي، توفي في أوسلو، عن عمر يناهز 85 عاماً.